# Genista carinalis
Genista carinalis är en ärtväxtart som beskrevs av August Heinrich Rudolf Grisebach. Genista carinalis ingår i släktet ginster, och familjen ärtväxter. Inga underarter finns listade i Catalogue of Life.